# Ed Dudley
Edward Bishop Dudley (19. února 1901 Brunswick, stát Georgie – 25. října 1963 Colorado Springs, stát Colorado) byl americký profesionální golfista aktivní hlavně ve 20. a 30. letech 20. století. Po založení Augusta National Golf Club v něm od roku 1932 až do roku 1957 působil jako hlavní klubový golfový profesionál (učil golf mimo jiné takové známé osobnosti jako byli generál a později prezident Dwight D. Eisenhower nebo zpěvák Bing Crosby). Měl přezdívku „Big Ed“ (Velký Ed) podle své vysoké (1,93 metru) a mohutné postavy.

## Kariéra
Eg Dudley se narodil v Brunswicku v Georgii a na PGA Tour vyhrál celkem 15 turnajů (plus 4 další). Jeho úspěchy byly uznány především zpětně, protože PGA Tour v dnešní podobě tehdy formálně ještě neexistovala. V podobné situaci byli i všichni ostatní hráči té doby. PGA Tour se vyvíjela od 20. let 20. století. Ed Dudley tak byl jedním z jejích prvních průkopníků. Své první pozoruhodné profesionální výsledky zaznamenal v sezóně 1925, kdy mimo jiné vyhrál Oklahoma Open.
Přes 15 vítězství na PGA se mu nikdy nepodařilo vyhrát žádný dnešní major turnaj. Masters Tournament po nezanedbatelnou část jeho kariéry ani neexistoval, ale po jeho vzniku zde několikrát startoval a v roce 1937 na něm dosáhl nejlepšího umístění ze všech major turnajů (samostatné 3. místo). Ze zbylých major turnajů skončil nejlépe na děleném třetím místě (PGA Championship), dále na pátém a šestém místě. Přitom se celkem 24krát umístil v první desítce na major turnajích, což je rekord mezi hráči, kteří žádný tento turnaj nevyhráli. V roce 1937 se navíc stal prvním hráčem, který se umístil do 10. místa na všech čtyřech majorech v jedné sezóně, což se podařilo zopakovat až Arnoldu Palmerovi v roce 1960.
Byl však úspěšný v týmové soutěži Ryder Cup: ze čtyř zápasů tři vyhrál. Tehdy se navíc pokaždé hrálo na 36 jamek (v současnosti na 18 jamek). Zasloužil se zejména o vítězství amerického týmu v roce 1937 ve Spojeném království. Ed Dudley byl jmenován také čestným kapitánem pro Ryder Cup tým v roce 1949, kdy se soutěž hrála na hřišti Ganton Golf Club v Anglii. Také tento ročník Ryder Cupu americký tým vyhrál.
Vedle již zmíněného působení jako první a hlavní golfový profesionál pro nově založený Augusta National Golf Club v letech 1932–1957 byl více než dvě desetiletí současně také klubovým profesionálem v Broadmoor Golf Clubu v Colorado Springs. Toto současné působení ve dvou golfových klubech bylo možné díky tomu, že vzhledem k odlišným klimatickým podmínkám se jejich sezóny prakticky nepřekrývaly. Již po skončení hlavní kariéry, v letech 1942 až 1948 byl prezidentem PGA of America. Je členem Síně slávy PGA (PGA Hall of Fame), v roce 1990 byl posmrtně uveden také do Síně slávy golfu v Georgii.

## Vítězství jako profesionál

### PGA Tour (15)
- 1928 (1 vítězství): Southern California Pro
- 1929 (2 vítězství): Pennsylvania Open Championship, Philadelphia Open Championship
- 1930 (2 vítězství): Shawnee Open, Pennsylvania Open Championship
- 1931 (2 vítězství): Los Angeles Open, Western Open
- 1932 (1 vítězství): Miami International Four-Ball (spolu s: Tommy Armour)
- 1933 (2 vítězství): Philadelphia Open Championship, Hershey Open
- 1935 (1 vítězství): True Temper Open Championship
- 1936 (2 vítězství): Shawnee Open, Philadelphia Open Championship
- 1937 (1 vítězství): Sacramento Open
- 1939 (1 vítězství): Walter Hagen 25th Anniversary (spolu s: Billy Burke)

### Jiná vítězství (4)
- 1925 Oklahoma Open
- 1926 Oklahoma Open
- 1940 Philadelphia Open Championship
- 1942 Utah Open

## Souhrnný přehled umístění
| Turnaj                | Vítěz | 2. | 3. | Do 5 | Do 10 | Do 25 | Účast | Cut |
| --------------------- | ----- | -- | -- | ---- | ----- | ----- | ----- | --- |
| Masters Tournament    | 0     | 0  | 1  | 4    | 7     | 9     | 14    | 12  |
| U.S. Open             | 0     | 0  | 0  | 1    | 4     | 9     | 16    | 12  |
| The Open Championship | 0     | 0  | 0  | 0    | 2     | 3     | 3     | 3   |
| PGA Championship      | 0     | 0  | 1  | 6    | 11    | 16    | 16    | 16  |
| CELKEM                | 0     | 0  | 2  | 11   | 24    | 37    | 49    | 43  |

- Cut = prošel na daném turnaji cutem (postoupil do finálového kola)
- Největší počet turnajů za sebou, kdy prošel cutem: 29 turnajů (od 1933 Open Championship do 1946 Masters)
- Největší počet turnajů za sebou, kdy se umístil do 10. místa: 6 turnajů (od 1936 PGA do 1938 Masters)